# Parque de la Mitjana

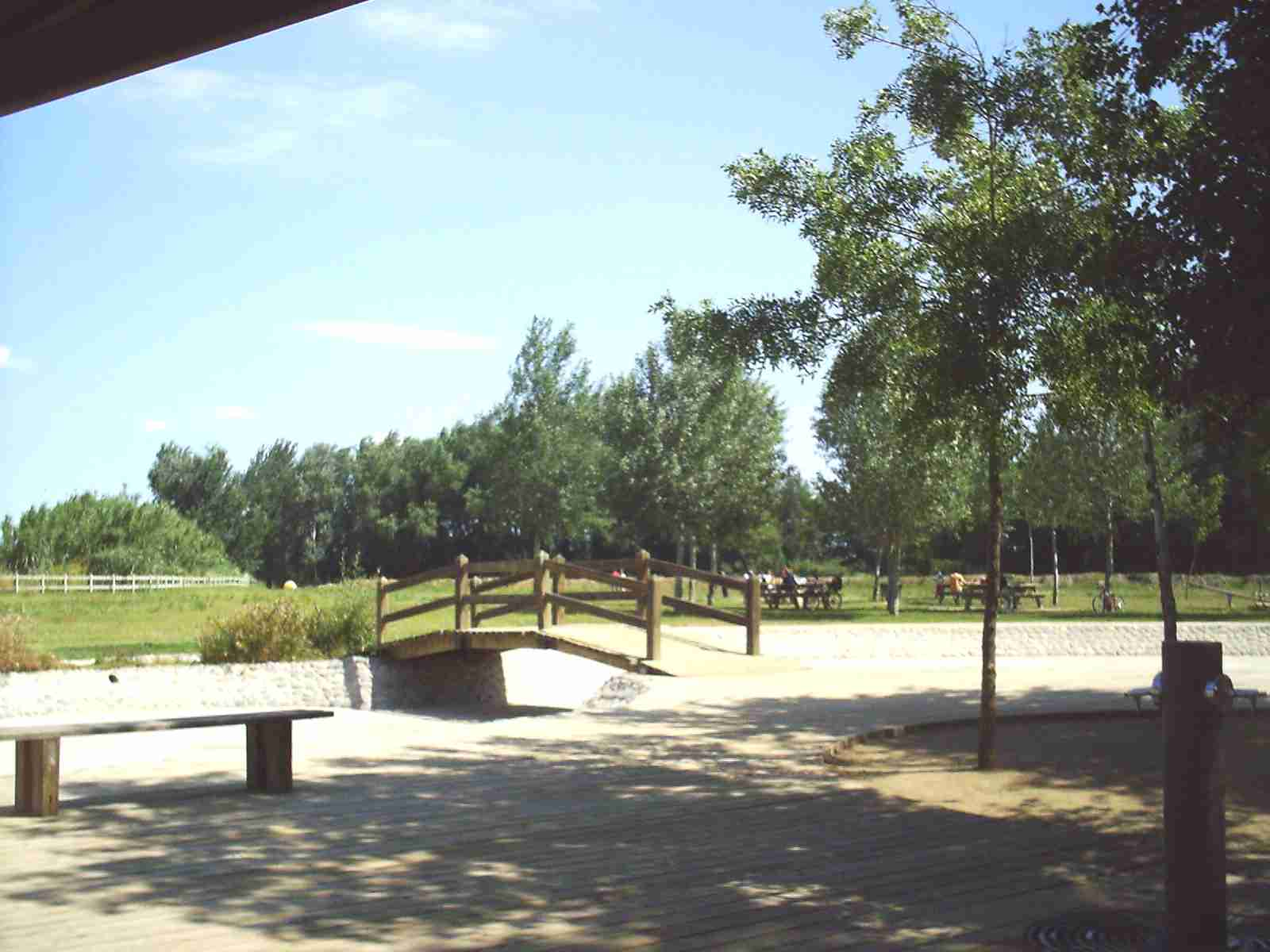
Parque de la Mitjana.

El Parque de la Mitjana es una zona verde de la ciudad de Lérida (España) de tipo fluvial donde se concentran pequeños lagos y bosques. Abarca una superficie aproximada de 90 hectáreas y está situado al noreste de la ciudad y a lo largo del recorrido del río Segre, aguas arriba de la represa del canal de Seros. Dispone de merenderos, zona de embarcadero y puentes peatonales que cruzan el río Segre.
En 1979 fue declarada área de interés natural y tiene una superficie de 90 ha. La flora y la fauna corresponden a la tipología de bosque de ribera.

## Puntos de interés
En el Parque de la Mitjana se pueden encontrar distintas zonas y puntos de interés.

### Centro de interpretación

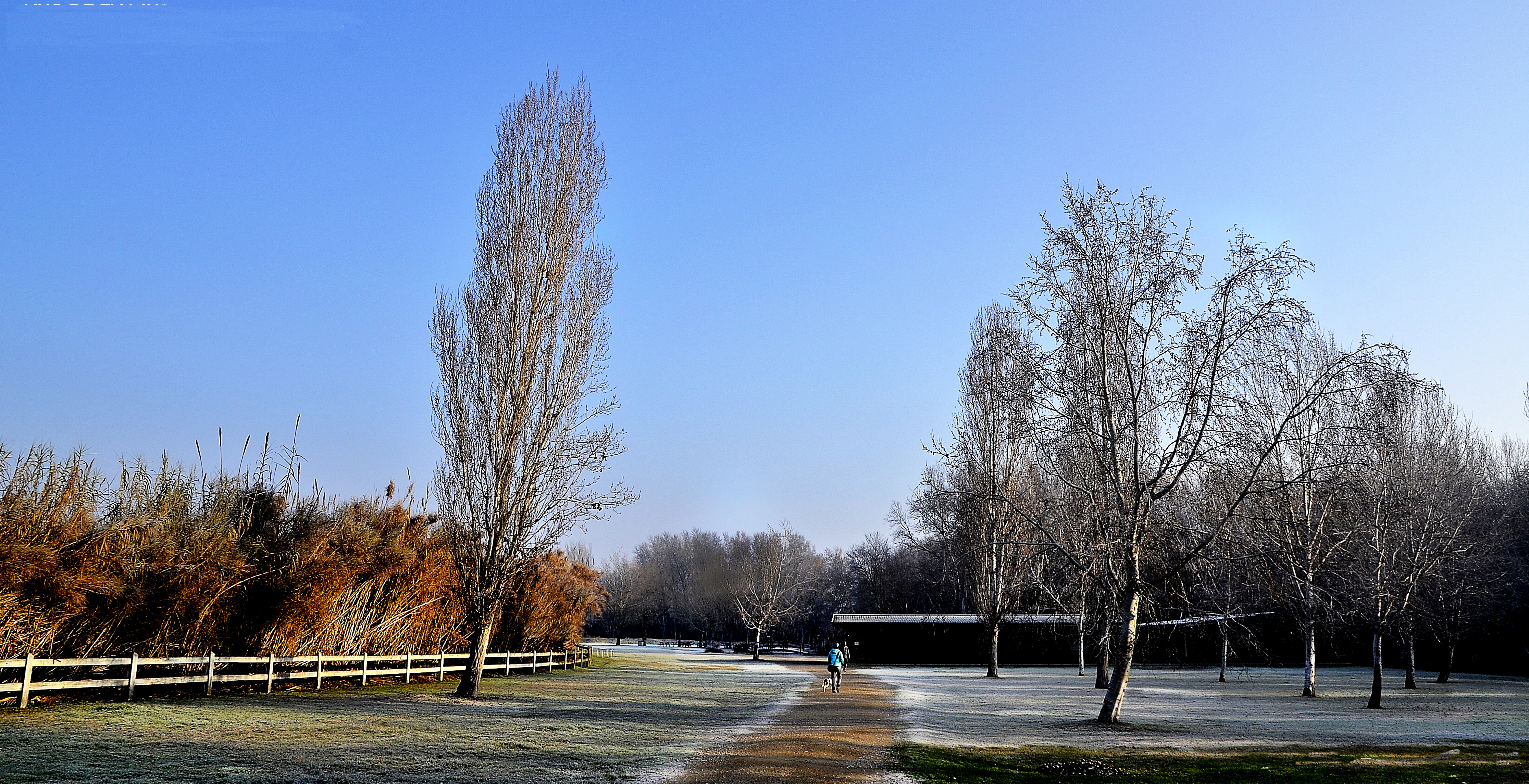
Parque natural la Mitjana.

Formado por cabañas de madera, en este punto se ofrece información a los visitantes y alberga una exposición permanente sobre el parque. 

### Área de descanso "La Carbonera"
Un poco más abajo del centro de interpretación se encuentra La Carbonera. Es un espacio de ocio en el que encontramos un parque infantil y mesas de pícnic al aire libre.

### Puente de hierro
En el interior del parque se encuentra el puente de hierro, sobre uno de los brazos secundarios del río Segre que cruza la ciudad.

### Pozos de la San Miguel
Entre el río Segre y el canal de Balaguer, por uno de los senderos del interior del parque, se puede llegar a unos pozos de captación de agua instalados antiguamente por la empresa San Miguel para utilizarla en el proceso de elaboración de cerveza.

### La Bassa Gran
Este estanque es el resultado de una excavación llevada a cabo durante los años 70 y 80 para extraer áridos que posteriormente fue cubierta de agua del río Segre. Su naturalización la hace adecuada para que una gran cantidad de aves migratorias encuentren cobijo.
Se encuentran dos observatorios para la observación de su fauna.

### El embarcadero
Pensada para ser una zona de embarcación para los piragüistas, es una de las zonas de descansos más amplias que se pueden encontrar en el interior del parque. Situada en uno de los bandos del río Segre, es ideal para observar la flora y fauna del lugar.

- Datos: Q19368096
- Multimedia: La Mitjana (Lleida) / Q19368096